# Koszorúér-betegség
A koszorúér-betegség vagy iszkémiás szívbetegség (ISZB, angolul: coronary artery disease, CAD) a szív koszorúereinek keringési zavara, azaz a keringési rendszer helyi elégtelensége, amely az erek szűkületéből-elzáródásából avagy simaizom-görcséből (spasmus) adódhat. Betegségek egy egész csoportját jelöli, beletartozik a stabil angina pectoris, az instabil angina, az akut miokardiális infarktus (AMI) és a hirtelen szívhalál egyes formái is. 2013-ban a koszorúér-betegségek világviszonylatban a vezető haláloknak számítottak és 8,14 millió ember haláláért voltak felelősek (összes haláleset 16,8 százaléka), szemben az 1990-ben észlelt 5,74 millióval (12%).

## Tünetek
Leggyakoribb és markánsabb tünete a nyomó, szorító jellegű mellkasi fájdalom ("mintha valaki ráült volna a beteg mellkasára"), mely kisugározhat a bal vállba és karba, a lapockákba vagy a nyakba. A fizikai vagy érzelmi stresszre kiszámítható jelleggel jelentkező mellkasi fájdalom a stabil angina pectoris, melynek hátterében a szív koszorúereinek érelmeszesedés következtében kialakult szűkülete áll. Stabil angina pectoris esetén a fájdalom a szűkület súlyosságától függően jellemzően mindig ugyanakkora terhelésre jelentkezik és pihentetésre vagy nitroglicerin adására pár perc alatt megszűnik. A változó gyakorisággal és intenzitással jelentkező anginát instabilnak nevezik, ennek hátterében ún. instabil koronária szűkület áll, melyből akut miokardiális infarktus alakulhat ki. A mellkasi fájdalom mellett az iszkémiás szívbetegség csökkent fizikai terhelhetőséggel és gyengeséggel, terhelésre jelentkező nehézlégzéssel járhat. Bekövetkezett szívinfarktus esetén a mellkasi fájdalom kísérőtüneteitől függően a várható kimenetel szempontjából a Killip-osztályozás ad útmutatást.

## Rizikófaktorok
A koszorúér-betegség számos hajlamosító tényezővel, rizikófaktorral rendelkezik, ezek egy része meghatározott (pl. életkor, nem, genetika), más részük azonban befolyásolható (pl. dohányzás, elhízás, magas szérum koleszterin szint, magas vérzsírszint, magas vérnyomás, cukorbetegség, csökkent fizikai aktivitás, egyéb pszichológiai okok). Ezeket betartva kisebb eséllyel történik szívinfarktus, de egyes esetekben így sem kerülhető el. 

## Gyógyszerek
Több oldalról megközelíthető az, hogy milyen típusú vagy hatású gyógyszert kell szedni. Vannak ún. lassan felszívódó nitroglicerin-, ill nitrátkészítmények (pl. Nitromint, Nitrodur, Sustac, Sorbonit), melyeknek sok a hatóidejük (6-8 óra), mivel a bélhuzamból lassan szívódnak fel. Léteznek azonban Ca-antagonista gyógyszerek is (pl. Corontin forte, Sensit, Corinfar, Nifedipin, Verapamil). Ezek speciálisan gátolják, illetve szabályozzák a kalcium az erekbe, de főként a szívizomba való belépését, mivel anginás roham esetén túl sok Ca van az erekben. A hatása következtében a szívizomrostok kisebb erővel húzódnak össze, az erek pedig kitágulnak, ezáltal az oxigénhiány csökken, leállítja a rohamot. A 3. gyógyszerfajta a béta-receptor-blokkoló (pl. Trasicor, Propranolo, Tobanum). Ezek a béta-antagonista gyógyszerek az idegrendszeri katekolamin hatásokat kivédik, és ezáltal csökken vagy megszűnik a szív oxigénfelhasználása. Az összes gyógyszert, melyet szívgyógyászatban használnak, beleértve tehát ezeket is, csak orvos rendelheti el. Arra is törekedni kell nem utolsósorban, hogy a fizikai és pszichikai megerőltetéseket minimalizálni kell az anginás betegeknek.

## Külső hivatkozások
- A Magyar Kardiológusok Társaságának honlapja
- HáziPatika.com: A koszorúér-szűkület okozta legfontosabb betegségek[halott link]